# Stade Romelio Martínez
 (mars 2025).
Si vous disposez d'ouvrages ou d'articles de référence ou si vous connaissez des sites web de qualité traitant du thème abordé ici, merci de compléter l'article en donnant les références utiles à sa vérifiabilité et en les liant à la section « Notes et références ».
Le stade Romelio Martínez est un stade multifonction situé à Barranquilla, en Colombie. Il est actuellement utilisé principalement pour des matchs de football. 
Le Barranquilla Fútbol Club y joue ses matchs à domicile. Il a une capacité de 20 000 places et fut construit en 1934.